# Eilema repleta
Eilema repleta är en fjärilsart som beskrevs av Lucas 1890. Eilema repleta ingår i släktet Eilema och familjen björnspinnare. Inga underarter finns listade i Catalogue of Life.